# Bromhexine
Bromhexine là một loại thuốc tiêu nhầy được sử dụng trong điều trị rối loạn hô hấp liên quan đến nội tạng hoặc chất nhầy quá mức.
Nó được cấp bằng sáng chế vào năm 1961 và được đưa vào sử dụng y tế vào năm 1966.

## Chức năng
Bromhexine được dự định để hỗ trợ các cơ chế của cơ thể để làm sạch chất nhầy từ đường hô hấp. Nó là chất tiết mật, làm tăng sản xuất chất nhầy huyết thanh trong đường hô hấp, làm cho đờm mỏng hơn và ít nhớt hơn. Điều này góp phần vào một hiệu ứng bí mật, cho phép lông mao dễ dàng vận chuyển đờm ra khỏi phổi. Vì lý do này, nó thường được thêm vào xi-rô ho.
Bromhexine là một dẫn xuất tổng hợp của hoạt chất thảo dược vasicine.    Nó đã được chứng minh là làm tăng tỷ lệ bài tiết phế quản serous, làm cho nó dễ dàng thoát ra hơn. Nó được chỉ định là "liệu pháp điều trị bí mật trong các bệnh phế quản phổi liên quan đến sự tiết chất nhầy bất thường và vận chuyển chất nhầy bị suy yếu".
Bromhexine có trong các công thức khác nhau, xi-rô cường độ cao và thấp 8 mg/5 ml, 4 mg/5 ml, viên nén và viên nén hòa tan (cả tám mg bromhexine) và dung dịch uống 10 mg/5 ml, thích ứng với nhu cầu của bệnh nhân. Các liều lượng thay đổi theo lứa tuổi và cân nặng, nhưng có những sản phẩm dành cho mọi lứa tuổi từ trẻ sơ sinh trên. Bromhexine được thiết lập tốt và dung nạp.

## Tên biệt dược
- Broncholyte Elixir
- Bisolvon
- Paxirasol
- Barkacin
- Bromhexin
- Vasican
- Bisolex
- Robitussin Chesty/Forte
- Duro-Tuss Chesty/Forte
- Benadryl Chesty/Forte
- Di chuyển
- Bromex
- Solvex
- Mucolyte
- Brofentol
- Brofentol Plus
- Dysolvon
- Flegamina
- Ventilate Forte (sự kết hợp của bromhexine và salbutamol)
- Cofdex